# Список прем'єр-міністрів В'єтнаму
Прем'єр-міністр Соціалістичної Республіки В'єтнам (в'єт. Thủ tướng Chính phủ nước Cộng hòa xã hội chủ nghĩa Việt Nam), з 1981 до 1992 року ця посаді йменувалась Голова Ради Міністрів (в'єт. Chu tich Hoi đong Bo truong) — глава уряду В'єтнаму. Прем'єр-міністр В'єтнаму за посадою одночасно є секретарем партійного органу з державних справ і заступником голови Ради національної оборони та безпеки. Оскільки В'єтнам — однопартійна держава, всі прем'єр-міністри ДРВ і сучасного В'єтнаму були членами Комуністичної партії. Чинний прем'єр-міністр В'єтнаму — Нгуєн Тан Зунг.
Першим прем'єр-міністром Демократичної Республіки В'єтнам був Хо Ші Мін. За всю історію ДРВ та СРВ пост прем'єр-міністра займали вісім осіб (без урахування прем'єр-міністрів Південного В'єтнаму).
Прем'єр-міністр В'єтнаму обирається Національними зборами за поданням президента СРВ та є підзвітним Національним зборам, які обирають також усіх міністрів уряду. Звіти про діяльність прем'єр-міністра мають надаватись до Національних зборів, а Постійний комітет парламенту контролює поточну діяльність уряду та прем'єр-міністра. Депутати Національних зборів мають право надсилати запити прем'єр-міністру й іншим членам уряду В'єтнаму.

## Прем'єр-міністри Демократичної республіки В'єтнам (1945–1976)
| Порядок | Порядок | Ім'я (роки життя)        | Фото                    | Початок терміну | Завершення терміну | Національна асамблея    | Ранг у політбюро ЦК КПВ |
| ------- | ------- | ------------------------ | ----------------------- | --------------- | ------------------ | ----------------------- | ----------------------- |
| 1       | 1       | Хо Ші Мін (1890–1969)    |                         | 2 вересня 1945  | 20 вересня 1955    | 1 скликання (1946–1960) | 1                       |
| 2       | 2       | Фам Ван Донг (1906–2000) |                         | 20 вересня 1955 | 2 липня 1976       | 1 скликання (1946–1960) | 6                       |
| 2       | 2       | Фам Ван Донг (1906–2000) | 2 скликання (1960–1964) | 20 вересня 1955 | 2 липня 1976       | 5                       |                         |
| 2       | 2       | Фам Ван Донг (1906–2000) | 3 скликання (1964–1971) | 20 вересня 1955 | 2 липня 1976       | 5                       |                         |
| 2       | 2       | Фам Ван Донг (1906–2000) | 4 скликання (1971–1975) | 20 вересня 1955 | 2 липня 1976       | 4                       |                         |
| 2       | 2       | Фам Ван Донг (1906–2000) | 5 скликання (1975–1976) | 20 вересня 1955 | 2 липня 1976       | 4                       |                         |

## Голова Тимчасового революційного уряду Республіки Південний В'єтнам (1969–1976)
| Порядок | Порядок | Ім'я (роки життя)         | Фото | Початок терміну | Завершення терміну | Президент                 | Примітка |
| ------- | ------- | ------------------------- | ---- | --------------- | ------------------ | ------------------------- | -------- |
| 3       | 1       | Хюїнь Тан Фат (1913–1989) | -    | 8 червня 1969   | 2 липня 1976       | Нгуєн Хиу Тхо (1910–1996) | -        |

## Глави уряду Соціалістичної Республіки В'єтнам (1976— дотепер)

### Прем'єр-міністр (1976–1981)
| Порядок | Порядок | Ім'я (роки життя)        | Фото | Початок терміну | Завершення терміну | Національна асамблея    | Ранг у політбюро ЦК КПВ |
| ------- | ------- | ------------------------ | ---- | --------------- | ------------------ | ----------------------- | ----------------------- |
| 2       | 1       | Фам Ван Донг (1906–2000) |      | 2 липня 1976    | 4 липня 1981       | 6 скликання (1976–1981) | 3                       |

### Голова Ради міністрів (1981–1992)
| Порядок | Порядок | Ім'я (роки життя)        | Фото | Початок терміну | Завершення терміну | Національна асамблея    | Ранг у політбюро ЦК КПВ |
| ------- | ------- | ------------------------ | ---- | --------------- | ------------------ | ----------------------- | ----------------------- |
| 2       | 1       | Фам Ван Донг (1906–2000) |      | 4 липня 1981    | 18 червня 1987     | 7 скликання (1981–1987) | 3                       |
| 2       | 1       | Фам Ван Донг (1906–2000) | 2    | 4 липня 1981    | 18 червня 1987     | 7 скликання (1981–1987) |                         |
| 4       | 2       | Фам Хунг (1912–1988)     | —    | 18 червня 1987  | 10 березня 1988    | 8 скликання (1987–1992) | 2                       |
| —       | —       | Во Ван Кіт (1922–2008)   |      | 10 березня 1988 | 22 червня 1988     | 8 скликання (1987–1992) | 5                       |
| 5       | 3       | До Миой (1917–2018)      |      | 22 червня 1988  | 8 серпня 1991      | 8 скликання (1987–1992) | 3                       |
| 6       | 4       | Во Ван Кіт (1922–2008)   |      | 8 серпня 1991   | 24 вересня 1992    | 8 скликання (1987–1992) | 3                       |

### Прем'єр-міністри (1992— дотепер)
| Порядок | Порядок | Ім'я (роки життя)          | Фото                     | Початок терміну | Завершення терміну | Національна асамблея     | Ранг у політбюро ЦК КПВ |
| ------- | ------- | -------------------------- | ------------------------ | --------------- | ------------------ | ------------------------ | ----------------------- |
| 6       | 4       | Во Ван Кіт (1922–2008)     |                          | 24 вересня 1992 | 24 вересня 1997    | 9 скликання (1992–1997)  | 3                       |
| 7       | 5       | Фан Ван Кхай (1933-2018)   |                          | 24 вересня 1997 | 27 червня 2006     | 10 скликання (1997–2002) | 3                       |
| 7       | 5       | Фан Ван Кхай (1933-2018)   | 11 скликання (2002–2007) | 24 вересня 1997 | 27 червня 2006     |                          | 3                       |
| 8       | 6       | Нгуєн Тан Зунг (нар. 1949) |                          | 27 червня 2006  | 7 квітня 2016      | 11 скликання (2002–2007) | 3                       |
| 8       | 6       | Нгуєн Тан Зунг (нар. 1949) | 12 скликання (2007–2011) | 27 червня 2006  | 7 квітня 2016      |                          | 3                       |
| 8       | 6       | Нгуєн Тан Зунг (нар. 1949) | 13 скликання (2011–2016) | 27 червня 2006  | 7 квітня 2016      |                          | 3                       |
| 9       | 7       | Нгуєн Суан Фук (нар. 1954) |                          | 7 квітня 2016   | 5 квітня 2021      | 14 скликання (2016–2021) | 3                       |
| 10      | 8       | Фам Мінь Чінь (нар. 1958)  |                          | 5 квітня 2021   | Нині на посаді     | 15 скликання (2021–)     | 3                       |